# ALI (banda)
ALI (sigla para Alien Liberty International) é uma banda multinacional de hip hop/funk formada em Shibuya, Tóquio. Todos os membros da banda são mestiços com raízes no Japão, Europa, América, Ásia e África.

## História
ALI lançou seu primeiro single "Wild Side", que foi escolhido para ser a música tema de abertura da primeira temporada do anime Beastars, e seu álbum de estreia autointitulado, ambos em 2019. Um ano depois, o ALI lançou seu segundo single "Lost in Paradise" com o rapper AKLO, usado como tema de encerramento do anime Jujutsu Kaisen.
Em 14 de maio de 2021, foi anunciado no site oficial da banda que as atividades seriam suspensas por tempo indeterminado devido à prisão do baterista Kahadio por fraude.
Em 18 de novembro de 2021, foi anunciado que a banda havia retornado, mas o baterista Kahadio não faria mais parte do grupo.
Em 23 de fevereiro de 2022, a banda lançou o EP "Inglourious Eastern Cowboy". Em 25 de janeiro de 2023 eles lançaram seu álbum de estreia "Music World".
Em julho de 2024, eles se apresentaram no Anime Friends.

## Integrantes

### Integrantes atuais
- Leo Imamura – vocais (2016–presente)
- Luthfi Rizki Kusumah – baixo (2016-presente)
- César Aiichiro – guitarra (2020–presente)

### Ex-integrantes
- Jua – rap (2016–2020)
- Zeru – guitarra (2016–2020)
- Kahadio (Kadio Shirai) – bateria (2016–2021)
- Yu Hagiwara – saxofone (2017–2021)
- Jin Inoue – teclado (2019–2021)
- Alexander Taiyo Fidel – percussão (2016–2022)

## Discografia

### Álbuns
| Título      | Detalhes do álbum                                                                                    | Posições em rankings de vendas | Posições em rankings de vendas |
| Título      | Detalhes do álbum                                                                                    | Oricon Albums Chart            | Billboard Japan                |
| ----------- | --- | ------------------------------ | ------------------------------ |
| Music World | - Lançado: 25 de janeiro de 2023 - Gravadora: Sony Music - Formatos: CD, download digital, streaming | 40                             | 41                             |

### Mini álbuns
| Título                                      | Detalhes do álbum | Posições em rankings de vendas | Posições em rankings de vendas |
| Título                                      | Detalhes do álbum | Oricon Albums Chart            | Billboard Japan                |
| ------------------------------------------- | --- | ------------------------------ | ------------------------------ |
| ALI                                         | - Lançado: 27 de novembro de 2019 - Gravadora: Alien Liberty International - Formatos: CD, download digital, streaming | —                              | —                              |
| Love, Music and Dance                       | - Lançado: 27 de janeiro de 2021 - Gravadora: Sony Music - Formatos: CD, download digital, streaming                   | 110                            | 75                             |
| Inglourious Eastern Cowboy                  | - Lançado: 23 de fevereiro de 2022 - Gravadora: Sony Music - Formatos: Download digital, streaming                     | —                              | —                              |
| "—" indica itens que não foram registrados. | |                                |                                |

### Singles
| Título                                      | Ano  | Rankings de vendas   | Rankings de vendas      | Observações                             | Álbum       |
| Título                                      | Ano  | Oricon Singles Chart | Billboard Japan Hot 100 | Observações                             | Álbum       |
| ------------------------------------------- | ---- | -------------------- | ----------------------- | --------------------------------------- | ----------- |
| "Wild Side"                                 | 2019 | 113                  | —                       | Abertura de Beastars - 1ª temporada.    | Music World |
| "Lost in Paradise" (featuring AKLO)         | 2020 | 28                   | 44                      | Encerramento de Jujutsu Kaisen.         | Music World |
| "Never Say Goodbye" (featuring Mummy-D)     | 2022 | 36                   | —                       | Abertura de Golden Kamuy - 4ª temporada | Music World |
| "—" indica itens que não foram registrados. |      |                      |                         |                                         |             |

### Singles digitais
| "Show Time" (featuring AKLO)                | 2022 | — | Mundo da música |
| "—" indica itens que não foram registrados. |      |   |                 |

### Singles colaborativos
| Título                                      | Ano  | Artistas                          | Posições de pico        | Álbum     |
| Título                                      | Ano  | Artistas                          | Billboard Japan Hot 100 | Álbum     |
| ------------------------------------------- | ---- | --------------------------------- | ----------------------- | --------- |
| "Sabotage (VS. ALI)"                        | 2022 | Tokyo Ska Paradise Orchestra, ALI | —                       | Sem álbum |
| "—" indica itens que não foram registrados. |      |                                   |                         |           |

## Controvérsia
Em novembro de 2020, foi anunciado que a banda tocaria a música tema de abertura do anime de 2021 The World Ends with You the Animation com "Teenage City Riot". Em 4 de abril de 2021, no entanto, foi anunciado que a música de abertura seria alterada devido à prisão do baterista Kahadio por participar de um golpe de reembolso. Em 23 de abril de 2021, Kahadio foi preso novamente por um caso separado de fraude. Kahadio e seus amigos estavam oferecendo a uma senhora idosa o reembolso das despesas médicas em troca da transferência do dinheiro para uma conta. Ele então retirou metade do dinheiro da mesma conta. Devido à polêmica, a banda entrou em hiato por tempo indeterminado em 14 de maio de 2021, além de retirar a maioria de suas músicas das plataformas de streaming. Eles retornaram do hiato e sua música foi restaurada em 18 de novembro.

## Prêmios
| Ano  | Prêmio                    | Categoria       | Trabalho/Nomeado                                                       | Resultado | Ref.   |
| ---- | ------------------------- | --------------- | ---------------------------------------------------------------------- | --------- | ------ |
| 2021 | Prêmios Crunchyroll Anime | Melhor Abertura | "Wild Side" (de Beastars - 1ª temporada)                               | Venceu    | [ 23 ] |
| 2021 | Prêmios Crunchyroll Anime | Melhor Final    | "Lost in Paradise" (featuring AKLO) (de Jujutsu Kaisen - 1ª temporada) | Venceu    | [ 23 ] |